# Kenneth Starr

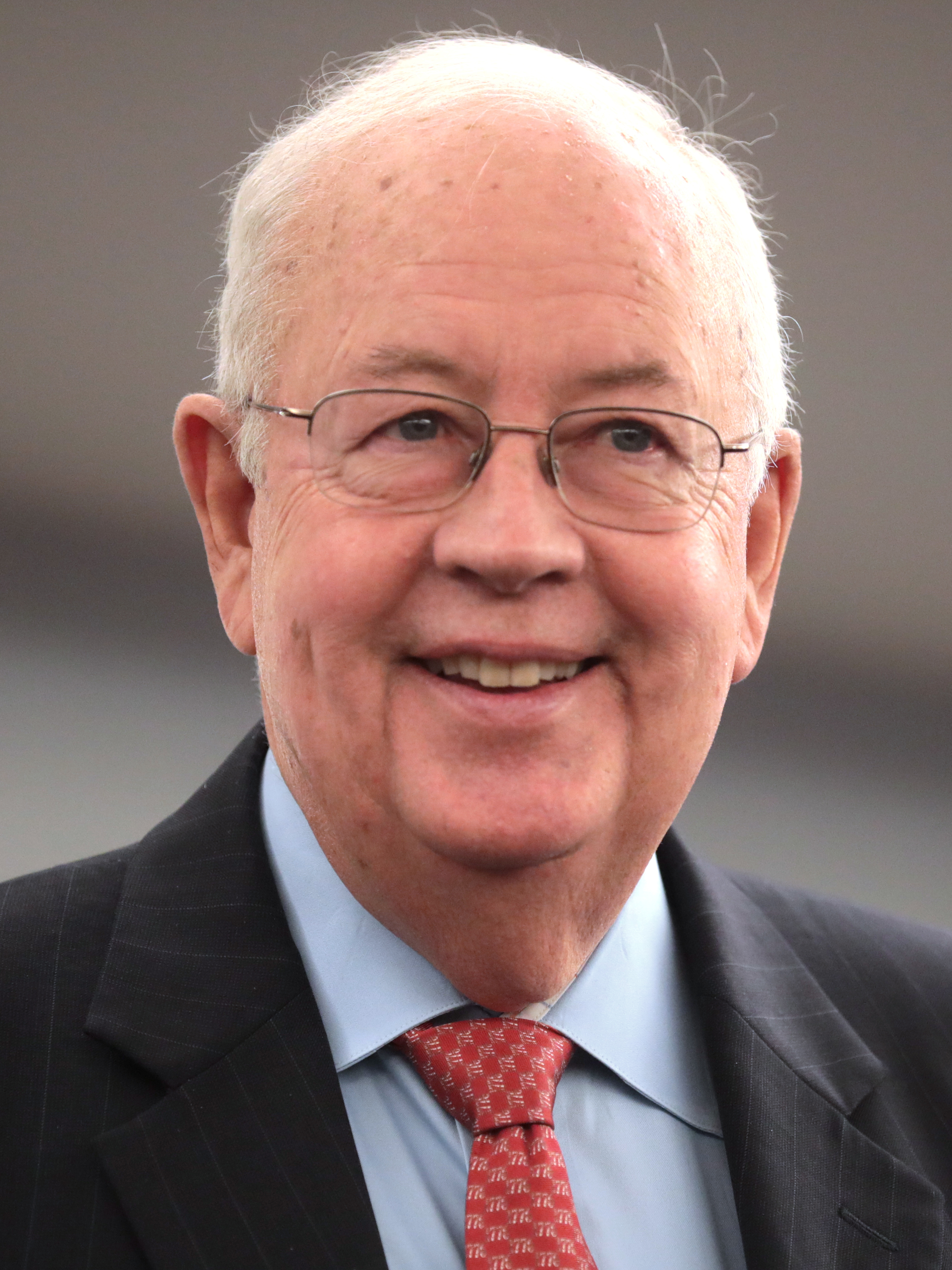
Kenneth Starr (2021)

Kenneth Winston „Ken“ Starr (* 21. Juli 1946 in Vernon, Texas; † 13. September 2022 in Houston, Texas) war ein US-amerikanischer Rechtsanwalt und Richter.
Starr wurde zunächst in das Amt des Unabhängigen Ermittlers berufen, um die Untersuchung der Whitewater-Transaktionen gegen Präsident Bill Clinton fortzuführen. Später weitete er die Ermittlungen auf verschiedene weitere Sachverhalte aus, u. a. wegen Meineid über eine sexuelle Beziehung mit der seinerzeitigen Praktikantin Monica Lewinsky, sog. Lewinsky-Affäre. Nach mehr als vier Jahren unterbreitete Starr dem US-Kongress seinen Untersuchungsbericht, der zum Impeachment-Verfahren gegen Präsident Clinton führte.
Nach Niederlegung des Amts als Unabhängiger Ermittler, arbeitete Starr als Gastprofessor  und Berufungsanwalt.  Er war an verschiedenen Verfahren mit hohem Öffentlichkeitsinteresse beteiligt, so auch als Verteidiger von Jeffrey Epstein und Prozessanwalt für Donald Trump während dessen Amtsenthebungsverfahren.

## Familie, Ausbildung, Berufe
Kenneth Starr wurde als Sohn von William D.Starr und Vannie Trimble Starr geboren. Er wuchs in San Antonio auf, wo sein Vater als Pfarrers der Church of Christ und zeitweilig als Friseurs arbeitete.
Starr studierte an der George Washington University, wo er seinen Abschluss als Bachelor 1968 ablegte. 1969 legte er an der Brown University seinen Abschluss als Master of Arts ab und besuchte anschließend die Duke University Law School, die er 1973 mit dem Juris Doctor abschloss.
Von 1973 bis 1974 wurde er Angestellter des 5. Bundesdistriktrichters David W. Dyer, woran sich von 1975 bis 1977 eine Beschäftigung beim Obersten Bundesrichter Warren E. Burger anschloss. 1977 trat er in Los Angeles in die Anwaltskanzlei Gibson, Dunn & Crutcher ein, für deren Washingtoner Büro er tätig wurde. 1981 wurde er zum Berater des US-Justizministers William French Smith berufen.  Vor seiner Berufung zum Unabhängigen Ermittler war Starr von 1983 bis 1989 Bundesrichter am United States Court of Appeals für den Gerichtskreis des District of Columbia und vertrat von 1989 bis 1993 die US-Bundesregierung als United States Solicitor General vor dem Obersten Bundesgericht. Als Richter war Starr von beiden politischen Parteien respektiert und wurde als moderat konservativ mit einem aufmerksamen Blick für die Pressefreiheit angesehen. Vor seiner Berufung als Unabhängiger Ermittler wurde er häufig als potentieller Kandidat zum Obersten Bundesgericht gehandelt.
Starr war außerdem Gastprofessor für Verfassungsrecht an verschiedenen Universitäten (u. a. New York University).
Kenneth Starr war von 1970 bis  zu  seinem Tod mit Alice Jean Mendell verheiratet. Das Ehepaar hatte drei Kinder.

## Amtszeit als Unabhängiger Ermittler
1994 wurde Starr von einem dreiköpfigen Richtergremium berufen, um die Whitewater-Untersuchung fortzuführen und Robert B. Fiske zu ersetzen, der speziell vor dem Inkrafttreten des Gesetzes über einen Unabhängigen Ermittler zum Generalstaatsanwalt berufen wurde. Seine Befugnisse gingen sehr weit und er erhielt das Recht, nahezu jeden vorzuladen, von dem er annahm, er könne relevante Informationen zu verschiedenen Skandalen liefern, mit deren Aufklärung er beauftragt war. Anfangs wurden Clinton und seine Ehefrau der Steuerhinterziehung und Vorteilsnahme verdächtigt.
Obwohl seine juristische Reputation ihm anfangs Popularität bei der Untersuchung einbrachte, insbesondere bei seinem aggressiven Schwung in der Bekämpfung der politischen Korruption in Arkansas – die ihren Gipfel in der erfolgreichen Verfolgung des Betruges des dann verurteilten Gouverneurs von Arkansas, Jim Guy Tucker, sowie von Clintons Immobilieninvestmaklern James und Susan McDougal erlangte – wurde seine Amtsführung kontrovers beurteilt, als seine Befugnisse auf die Untersuchung der Affäre Bill Clintons mit Monica Lewinsky ausgedehnt wurden.
Anhänger der Demokraten demonstrierten gegen Starr als politischen Eiferer bei seiner Mission, Clinton aus dem Präsidentenamt zu verjagen. Sie warfen ihm vor, Untersuchungen von Spuren an der Peripherie des Whitewater-Komplexes voranzutreiben, wie die Kontroverse über die zugehörigen FBI-Akten und den Selbstmord von Vince Foster, nur um Clinton zu beschädigen. Das FBI ging so weit, Liebesbriefe wiederherzustellen, die Monica Lewinsky auf ihrem PC verfasst, jedoch nie abgeschickt, sondern gelöscht hatte.
Susan McDougal warf in der Doku-Sendung The Hunting of the President seinem Team vor, sie zu einer Lüge unter Eid erpresst zu haben, nur um die Anschuldigungen gegen Clinton zu stützen. Das heute nicht mehr existierende Magazin Brill’s Content warf Starrs Büro vor, eine Zeugenaussage vor der Grand Jury durchsickern gelassen und damit gegen die Bundesstrafprozessordnung verstoßen zu haben. Auf Veranlassung von Clintons Verteidigern ordnete die US-Distriktrichterin Norma Holloway Johnson im Juli 1998 eine Untersuchung zu diesem Vorwurf an.
Starrs Büro konterte, dass die inkriminierte Information nicht ausschließlich für ihn verfügbar war, sondern ebenso für Clintons Anwälte, die die Grand Jury bei ihren Geschäften mit den Anwälten der Zeugen überwachten und die aus strategischen Überlegungen die Informationen hätten durchsickern lassen, um den Schaden zu neutralisieren und um Starr zu blamieren. Außerdem brachte Starr vor, dass viele der für den Präsidenten schädlichen Indizien, einschließlich der Resultate seines Bluttests, Clintons Anwälten unbekannt waren und nicht durchsickerten. Das Bundesappellationsgericht in Washington, D.C. entschied, dass Richterin Johnson zu Unrecht eine Präzedenzentscheidung getroffen hatte, und kehrte deren richterliche Entscheidung, die Clintons Anwälten die Untersuchung der beschuldigten „Plaudereien“ erlaubte, um. Nach einer Untersuchung, die von einem eigens vom Gerichtshof berufenen Sonderermittler durchgeführt wurde, entschied es, dass es keinen Beweis für den Vorwurf gab, dass Starrs Büro Informationen der Grand Jury hatte durchsickern lassen. Dennoch war das öffentliche Vertrauen in Starrs Amtsführung zerstört.
Charles Bakaly, amtlicher Sprecher von Starrs Büro, trat am 11. März 1999 aufgrund von Beschuldigungen der „Plaudereien“ zurück, wurde jedoch am 6. Oktober 2000 freigesprochen. Starrs Untersuchung führte zum politischen Impeachment-Verfahren gegen Präsident Clinton, weshalb Starr 1998 vom Time Magazine zum Mann des Jahres gekürt wurde. Präsident Clinton wurde von beiden Impeachment-Vorwürfen durch den US-Senat freigesprochen und konnte seine Amtszeit bis Ende Januar 2001 fortsetzen.
Starr drückte sein Bedauern aus, den Auftrag des Justizministeriums angenommen zu haben, die Lewinsky-Untersuchung zu leiten; er sah „die weitaus wichtigste Sache, die hätte anders gemacht werden können“, darin, dass jemand anderer mit dieser Untersuchung betraut worden wäre.

## Nach der Amtszeit
Nach fünf Jahren als Unabhängiger Ermittler trat Starr zurück und nahm seine Arbeit als Rechtsanwalt für Berufungsverfahren wieder auf. Starr wurde Partner der Rechtsanwaltskanzlei Kirkland & Ellis. Er war einer der führenden Anwälte bei Massenklagen einer Koalition von liberalen und konservativen Gruppen (einschließlich der Vereinigung für amerikanische Bürgerfreiheiten ACLU und der Waffenlobby NRA) gegen die Regelungen der Wahlkampffinanzierung im Bipartisan Campaign Reform Act von 2002, bekannt unter der Bezeichnung McCain-Feingold Act. In diesem Fall vertrat Starr die Rechtsansicht, dass das Gesetz eine verfassungswidrige Verkürzung des Rechts auf Freie Rede sei.
Am 6. April 2004 wurde er zum Dekan der juristischen Fakultät der Pepperdine University berufen. Das Amt war ihm ursprünglich bereits 1996 angeboten worden, aber er nahm diese Berufung wegen der Lewinsky-Kontroverse 1998 nicht an, als diese seine volle Konzentration erforderte. Kritiker brachten vor, dass es einen Interessenkonflikt gäbe wegen der bedeutenden Unterstützung der Pepperdine Universität durch den Clinton-Kritiker und Milliardär Richard Mellon Scaife, der viele Medien förderte, die den Präsidenten angriffen. Er wurde Louise L. Morrison-Professor für Verfassungsrecht.
2005 engagierte sich Starr, das Todesurteil gegen Robin Lovitt zu kippen, der in Virginias Todeszelle aufgrund einer Verurteilung wegen eines 1998 begangenen Raubmordes einsaß. Starr vertrat Lovitt anwaltlich pro bono. Am 3. Oktober 2005 verneinte das Oberste Bundesgericht die absolute Zweifelsfreiheit. Lovitt wurde begnadigt, und sein Urteil wurde von Gouverneur Mark Warner am 29. November 2005 in eine lebenslange Haft ohne vorzeitige Entlassung umgewandelt.
2009 war Starr anwaltlich zugunsten eines Ehe-Verbots für gleichgeschlechtliche Paare in Kalifornien tätig.
Am 15. Februar 2010 kündigte die Baylor University an, Starr zum 14. Präsidenten zu ernennen. Starr sollte John Lilley ersetzen, der bereits Mitte 2008 abgelöst worden war. Die Amtseinführung Starrs als neuer Präsident fand am 1. Juni 2010 statt.
Im September 2015 sah sich die Universität dem Vorwurf ausgesetzt, die Vergewaltigung zweier Studentinnen durch Spieler des Baylor-Footballteams verheimlicht zu haben. In Zusammenhang mit diesem Sex-Skandal wurde Starr im Mai 2016 entlassen. Sein Nachfolger wurde David E. Garland.
Donald Trump berief Starr im Januar 2020 in sein Verteidigerteam für den Amtsenthebungsprozess gegen ihn im Senat.
Starr starb am 13. September 2022 im Alter von 76 Jahren aufgrund von Komplikationen bei einer Operation im Baylor St. Luke’s Medical Center.